# Bilan saison par saison du Rotherham United Football Club
Cet article présente le bilan saison par saison du Rotherham United Football Club, à savoir ses résultats en championnat et en coupes nationales depuis sa fondation en 1925.

## Légende du tableau
| Champion / Vainqueur | Deuxième / Finaliste | Troisième | Promotion | Relégation |

Les changements de divisions sont indiqués en gras.
- Première division = Division 1 (jusqu'en 1992) puis Premier League (depuis 1992)
- Deuxième division = Division 2 (jusqu'en 1992) puis Division 1 (1992-2004) puis Championship (depuis 2004)
- Troisième  division = Division 3 (jusqu'en 1992) puis Division 2 (1992-2004) puis League One (depuis 2004)
- Quatrième division = Division 4 (jusqu'en 1992) puis Division 3 (1992-2004) puis League Two (depuis 2004)

## Bilan toutes compétitions confondues
| Saison                                                                                  | Championnat     | Championnat | Championnat | Championnat | Championnat | Championnat | Championnat | Championnat | Championnat | Championnat | Coupes nationales  | Coupes nationales | Coupes nationales | Coupes nationales     |
| Saison                                                                                  | Division        | Pos         | Pts         | J           | V           | N           | D           | BP          | BC          | Diff.       | Coupe d'Angleterre | Coupe de la Ligue | Supercoupe        | EFL Trophy            |
| --------------------------------------------------------------------------------------- | --------------- | ----------- | ----------- | ----------- | ----------- | ----------- | ----------- | ----------- | ----------- | ----------- | ------------------ | ----------------- | ----------------- | --------------------- |
| 1925-1926                                                                               | Division 3 Nord | 14e         | 41          | 42          | 17          | 7           | 18          | 69          | 92          | -23         | Troisième tour     | —                 | —                 | —                     |
| 1926-1927                                                                               | Division 3 Nord | 19e         | 32          | 42          | 10          | 12          | 20          | 70          | 92          | -22         | Premier tour       | —                 | —                 | —                     |
| 1927-1928                                                                               | Division 3 Nord | 14e         | 39          | 42          | 14          | 11          | 17          | 65          | 69          | -4          | Troisième tour     | —                 | —                 | —                     |
| 1928-1929                                                                               | Division 3 Nord | 16e         | 39          | 42          | 15          | 9           | 18          | 60          | 77          | -17         | Premier tour       | —                 | —                 | —                     |
| 1929-1930                                                                               | Division 3 Nord | 20e         | 30          | 42          | 11          | 8           | 23          | 67          | 113         | -46         | Troisième tour     | —                 | —                 | —                     |
| 1930-1931                                                                               | Division 3 Nord | 14e         | 38          | 42          | 13          | 12          | 17          | 81          | 83          | -2          | Premier tour       | —                 | —                 | —                     |
| 1931-1932                                                                               | Division 3 Nord | 19e         | 32          | 40          | 14          | 4           | 22          | 63          | 72          | -9          | Premier tour       | —                 | —                 | —                     |
| 1932-1933                                                                               | Division 3 Nord | 17e         | 34          | 42          | 14          | 6           | 22          | 60          | 84          | -24         | Premier tour       | —                 | —                 | —                     |
| 1933-1934                                                                               | Division 3 Nord | 21e         | 28          | 42          | 10          | 8           | 24          | 53          | 91          | -38         | Troisième tour     | —                 | —                 | —                     |
| 1934-1935                                                                               | Division 3 Nord | 9e          | 45          | 42          | 19          | 7           | 16          | 86          | 73          | +13         | Deuxième tour      | —                 | —                 | —                     |
| 1935-1936                                                                               | Division 3 Nord | 11e         | 41          | 42          | 16          | 9           | 17          | 69          | 66          | +3          | Deuxième tour      | —                 | —                 | —                     |
| 1936-1937                                                                               | Division 3 Nord | 17e         | 35          | 42          | 14          | 7           | 21          | 78          | 91          | -13         | Premier tour       | —                 | —                 | —                     |
| 1937-1938                                                                               | Division 3 Nord | 6e          | 50          | 42          | 20          | 10          | 12          | 68          | 56          | +12         | Deuxième tour      | —                 | —                 | —                     |
| 1938-1939                                                                               | Division 3 Nord | 11e         | 42          | 42          | 17          | 8           | 17          | 64          | 64          | 0           | Premier tour       | —                 | —                 | —                     |
| Aucune compétition disputée entre 1939 et 1945 en raison de la Seconde Guerre mondiale. |                 |             |             |             |             |             |             |             |             |             |                    |                   |                   |                       |
| 1945-1946                                                                               | —               | —           | —           | —           | —           | —           | —           | —           | —           | —           | Quatrième tour     | —                 | —                 | —                     |
| 1946-1947                                                                               | Division 3 Nord | 2e          | 64          | 42          | 29          | 6           | 7           | 114         | 53          | +61         | Troisième tour     | —                 | —                 | —                     |
| 1947-1948                                                                               | Division 3 Nord | 2e          | 59          | 42          | 25          | 9           | 8           | 95          | 49          | +46         | Premier tour       | —                 | —                 | —                     |
| 1948-1949                                                                               | Division 3 Nord | 2e          | 62          | 42          | 28          | 6           | 8           | 90          | 46          | +44         | Troisième tour     | —                 | —                 | —                     |
| 1949-1950                                                                               | Division 3 Nord | 6e          | 48          | 42          | 19          | 10          | 13          | 80          | 59          | +31         | Troisième tour     | —                 | —                 | —                     |
| 1950-1951                                                                               | Division 3 Nord | 1er         | 71          | 46          | 31          | 9           | 6           | 103         | 41          | +62         | Quatrième tour     | —                 | —                 | —                     |
| 1951-1952                                                                               | Division 2      | 9e          | 42          | 42          | 17          | 8           | 17          | 73          | 71          | +2          | Quatrième tour     | —                 | —                 | —                     |
| 1952-1953                                                                               | Division 2      | 12e         | 41          | 42          | 16          | 9           | 17          | 75          | 74          | +1          | Cinquième tour     | —                 | —                 | —                     |
| 1953-1954                                                                               | Division 2      | 5e          | 49          | 42          | 21          | 7           | 14          | 80          | 67          | +13         | Quatrième tour     | —                 | —                 | —                     |
| 1954-1955                                                                               | Division 2      | 3e          | 54          | 42          | 25          | 4           | 13          | 94          | 64          | +30         | Quatrième tour     | —                 | —                 | —                     |
| 1955-1956                                                                               | Division 2      | 19e         | 33          | 42          | 12          | 9           | 21          | 56          | 75          | -19         | Troisième tour     | —                 | —                 | —                     |
| 1956-1957                                                                               | Division 2      | 17e         | 37          | 42          | 13          | 11          | 18          | 74          | 75          | -1          | Troisième tour     | —                 | —                 | —                     |
| 1957-1958                                                                               | Division 2      | 18e         | 33          | 42          | 14          | 5           | 23          | 65          | 101         | -36         | Troisième tour     | —                 | —                 | —                     |
| 1958-1959                                                                               | Division 2      | 20e         | 29          | 42          | 10          | 9           | 23          | 42          | 82          | -40         | Troisième tour     | —                 | —                 | —                     |
| 1959-1960                                                                               | Division 2      | 8e          | 47          | 42          | 17          | 13          | 12          | 61          | 60          | +1          | Quatrième tour     | —                 | —                 | —                     |
| 1960-1961                                                                               | Division 2      | 15e         | 37          | 42          | 12          | 13          | 17          | 65          | 64          | +1          | Quatrième tour     | Finale            | —                 | —                     |
| 1961-1962                                                                               | Division 2      | 9e          | 41          | 42          | 16          | 9           | 17          | 70          | 76          | -6          | Troisième tour     | Quarts de finale  | —                 | —                     |
| 1962-1963                                                                               | Division 2      | 14e         | 40          | 42          | 17          | 6           | 19          | 67          | 74          | -7          | Troisième tour     | Quatrième tour    | —                 | —                     |
| 1963-1964                                                                               | Division 2      | 7e          | 45          | 42          | 19          | 7           | 16          | 90          | 78          | +12         | Troisième tour     | Quarts de finale  | —                 | —                     |
| 1964-1965                                                                               | Division 2      | 14e         | 40          | 42          | 14          | 12          | 16          | 70          | 69          | +1          | Quatrième tour     | Troisième tour    | —                 | —                     |
| 1965-1966                                                                               | Division 2      | 7e          | 46          | 42          | 16          | 14          | 12          | 75          | 74          | +1          | Quatrième tour     | Quatrième tour    | —                 | —                     |
| 1966-1967                                                                               | Division 2      | 18e         | 36          | 42          | 13          | 10          | 19          | 61          | 70          | -9          | Quatrième tour     | Troisième tour    | —                 | —                     |
| 1967-1968                                                                               | Division 2      | 21e         | 31          | 42          | 10          | 11          | 21          | 42          | 76          | -34         | Cinquième tour     | Deuxième tour     | —                 | —                     |
| 1968-1969                                                                               | Division 3      | 11e         | 45          | 46          | 16          | 13          | 17          | 56          | 50          | +6          | Deuxième tour      | Premier tour      | —                 | —                     |
| 1969-1970                                                                               | Division 3      | 14e         | 44          | 46          | 15          | 14          | 17          | 62          | 54          | +8          | Troisième tour     | Troisième tour    | —                 | —                     |
| 1970-1971                                                                               | Division 3      | 8e          | 50          | 46          | 17          | 16          | 13          | 64          | 60          | +4          | Troisième tour     | Deuxième tour     | —                 | —                     |
| 1971-1972                                                                               | Division 3      | 5e          | 55          | 46          | 20          | 15          | 11          | 69          | 52          | +17         | Quatrième tour     | Premier tour      | —                 | —                     |
| 1972-1973                                                                               | Division 3      | 21e         | 41          | 46          | 17          | 7           | 22          | 51          | 65          | -14         | Deuxième tour      | Troisième tour    | —                 | —                     |
| 1973-1974                                                                               | Division 4      | 15e         | 43          | 46          | 15          | 13          | 18          | 56          | 58          | -2          | Deuxième tour      | Deuxième tour     | —                 | —                     |
| 1974-1975                                                                               | Division 4      | 3e          | 59          | 46          | 22          | 15          | 9           | 71          | 41          | +30         | Troisième tour     | Deuxième tour     | —                 | —                     |
| 1975-1976                                                                               | Division 3      | 16e         | 42          | 46          | 15          | 12          | 19          | 54          | 65          | -11         | Deuxième tour      | Premier tour      | —                 | —                     |
| 1976-1977                                                                               | Division 3      | 4e          | 59          | 46          | 22          | 15          | 9           | 69          | 44          | +25         | Troisième tour     | Deuxième tour     | —                 | —                     |
| 1977-1978                                                                               | Division 3      | 20e         | 39          | 46          | 13          | 13          | 20          | 51          | 68          | -17         | Troisième tour     | Deuxième tour     | —                 | —                     |
| 1978-1979                                                                               | Division 3      | 17e         | 44          | 46          | 17          | 10          | 19          | 49          | 55          | -6          | Troisième tour     | Troisième tour    | —                 | —                     |
| 1979-1980                                                                               | Division 3      | 13e         | 46          | 46          | 18          | 10          | 18          | 58          | 66          | -8          | Deuxième tour      | Deuxième tour     | —                 | —                     |
| 1980-1981                                                                               | Division 3      | 1er         | 61          | 46          | 24          | 13          | 9           | 62          | 32          | +30         | Deuxième tour      | Premier tour      | —                 | —                     |
| 1981-1982                                                                               | Division 2      | 7e          | 67          | 42          | 20          | 7           | 15          | 66          | 54          | +12         | Troisième tour     | Deuxième tour     | —                 | —                     |
| 1982-1983                                                                               | Division 2      | 20e         | 45          | 42          | 10          | 15          | 17          | 45          | 68          | -23         | Troisième tour     | Troisième tour    | —                 | —                     |
| 1983-1984                                                                               | Division 3      | 18e         | 54          | 46          | 15          | 9           | 22          | 57          | 64          | -7          | Troisième tour     | Quarts de finale  | —                 | Premier tour Nord     |
| 1984-1985                                                                               | Division 3      | 12e         | 65          | 46          | 18          | 11          | 17          | 55          | 55          | 0           | Premier tour       | Troisième tour    | —                 | Premier tour Nord     |
| 1985-1986                                                                               | Division 3      | 14e         | 57          | 46          | 15          | 12          | 19          | 61          | 59          | +2          | Quatrième tour     | Premier tour      | —                 | Quarts de finale Nord |
| 1986-1987                                                                               | Division 3      | 14e         | 57          | 46          | 15          | 12          | 19          | 48          | 57          | -9          | Premier tour       | Deuxième tour     | —                 | Phase de groupes Nord |
| 1987-1988                                                                               | Division 3      | 21e         | 52          | 46          | 12          | 16          | 18          | 50          | 66          | -16         | Deuxième tour      | Deuxième tour     | —                 | Premier tour Nord     |
| 1988-1989                                                                               | Division 4      | 1er         | 82          | 46          | 22          | 16          | 8           | 76          | 35          | +41         | Deuxième tour      | Deuxième tour     | —                 | Premier tour Nord     |
| 1989-1990                                                                               | Division 3      | 9e          | 64          | 46          | 17          | 13          | 16          | 71          | 62          | +9          | Deuxième tour      | Deuxième tour     | —                 | Quarts de finale Nord |
| 1990-1991                                                                               | Division 3      | 23e         | 42          | 46          | 10          | 12          | 24          | 50          | 87          | -37         | Quatrième tour     | Deuxième tour     | —                 | Premier tour Nord     |
| 1991-1992                                                                               | Division 4      | 2e          | 77          | 42          | 22          | 11          | 9           | 70          | 37          | +43         | Deuxième tour      | Premier tour      | —                 | Quarts de finale Nord |
| 1992-1993                                                                               | Division 2      | 11e         | 65          | 46          | 17          | 14          | 15          | 60          | 60          | 0           | Quatrième tour     | Deuxième tour     | —                 | Deuxième tour Nord    |
| 1993-1994                                                                               | Division 2      | 15e         | 58          | 46          | 15          | 13          | 18          | 63          | 60          | +3          | Premier tour       | Deuxième tour     | —                 | Deuxième tour Nord    |
| 1994-1995                                                                               | Division 2      | 17e         | 56          | 46          | 14          | 14          | 18          | 57          | 61          | -4          | Deuxième tour      | Premier tour      | —                 | Deuxième tour Nord    |
| 1995-1996                                                                               | Division 2      | 16e         | 56          | 46          | 14          | 14          | 18          | 54          | 62          | -8          | Premier tour       | Deuxième tour     | —                 | Vainqueur             |
| 1996-1997                                                                               | Division 2      | 23e         | 35          | 46          | 7           | 14          | 25          | 39          | 70          | -31         | Premier tour       | Premier tour      | —                 | Premier tour Nord     |
| 1997-1998                                                                               | Division 3      | 9e          | 67          | 46          | 16          | 19          | 11          | 67          | 61          | +8          | Troisième tour     | Premier tour      | —                 | Deuxième tour Nord    |
| 1998-1999                                                                               | Division 3      | 5e          | 73          | 46          | 20          | 13          | 13          | 79          | 61          | +18         | Troisième tour     | Premier tour      | —                 | Premier tour Nord     |
| 1999-2000                                                                               | Division 3      | 2e          | 84          | 46          | 24          | 12          | 10          | 72          | 36          | +36         | Deuxième tour      | Premier tour      | —                 | Deuxième tour Nord    |
| 2000-2001                                                                               | Division 2      | 2e          | 91          | 46          | 27          | 10          | 9           | 79          | 55          | +44         | Troisième tour     | Premier tour      | —                 | Premier tour Nord     |
| 2001-2002                                                                               | Division 1      | 21e         | 49          | 46          | 10          | 19          | 17          | 52          | 66          | -14         | Quatrième tour     | Deuxième tour     | —                 | —                     |
| 2002-2003                                                                               | Division 1      | 15e         | 59          | 46          | 15          | 14          | 17          | 62          | 62          | 0           | Troisième tour     | Quatrième tour    | —                 | —                     |
| 2003-2004                                                                               | Division 1      | 17e         | 54          | 46          | 13          | 15          | 18          | 53          | 61          | -8          | Troisième tour     | Troisième tour    | —                 | —                     |
| 2004-2005                                                                               | Championship    | 24e         | 29          | 46          | 5           | 14          | 27          | 35          | 69          | -34         | Troisième tour     | Deuxième tour     | —                 | —                     |
| 2005-2006                                                                               | League One      | 20e         | 52          | 46          | 12          | 16          | 18          | 52          | 62          | -10         | Premier tour       | Deuxième tour     | —                 | Deuxième tour Nord    |
| 2006-2007                                                                               | League One      | 23e         | 38-10       | 46          | 13          | 9           | 24          | 58          | 75          | -17         | Quatrième tour     | Premier tour      | —                 | Premier tour Nord     |
| 2007-2008                                                                               | League Two      | 9e          | 64-10       | 46          | 21          | 11          | 14          | 62          | 58          | +4          | Premier tour       | Premier tour      | —                 | Deuxième tour Nord    |
| 2008-2009                                                                               | League Two      | 14e         | 58-17       | 46          | 21          | 12          | 13          | 60          | 46          | +14         | Premier tour       | Quatrième tour    | —                 | Finale Nord           |
| 2009-2010                                                                               | League Two      | 5e          | 73          | 46          | 21          | 10          | 15          | 55          | 52          | +3          | Deuxième tour      | Deuxième tour     | —                 | Premier tour Nord     |
| 2010-2011                                                                               | League Two      | 9e          | 66          | 46          | 17          | 15          | 14          | 75          | 60          | +15         | Premier tour       | Premier tour      | —                 | Quarts de finale Nord |
| 2011-2012                                                                               | League Two      | 10e         | 67          | 46          | 18          | 13          | 15          | 67          | 63          | +4          | Deuxième tour      | Premier tour      | —                 | Deuxième tour Nord    |
| 2012-2013                                                                               | League Two      | 2e          | 79          | 46          | 24          | 7           | 15          | 74          | 59          | +15         | Troisième tour     | Premier tour      | —                 | Premier tour Nord     |
| 2013-2014                                                                               | League One      | 4e          | 86          | 46          | 24          | 14          | 8           | 86          | 58          | +28         | Deuxième tour      | Deuxième tour     | —                 | Demi-finales Nord     |
| 2014-2015                                                                               | Championship    | 21e         | 46-3        | 46          | 11          | 16          | 19          | 46          | 67          | -21         | Troisième tour     | Deuxième tour     | —                 | —                     |
| 2015-2016                                                                               | Championship    | 21e         | 49          | 46          | 13          | 10          | 23          | 53          | 71          | -18         | Troisième tour     | Deuxième tour     | —                 | —                     |
| 2016-2017                                                                               | Championship    | 24e         | 23          | 46          | 5           | 8           | 33          | 40          | 98          | -58         | Troisième tour     | Premier tour      | —                 | —                     |
| 2017-2018                                                                               | League One      | 4e          | 79          | 46          | 24          | 7           | 15          | 73          | 53          | +20         | Premier tour       | Deuxième tour     | —                 | Phase de groupes Nord |
| 2018-2019                                                                               | Championship    | 22e         | 40          | 46          | 8           | 16          | 22          | 52          | 83          | -31         | Troisième tour     | Deuxième tour     | —                 | —                     |
| 2019-2020                                                                               | League One      | 2e          | 62          | 35          | 18          | 8           | 9           | 61          | 38          | +23         | Troisième tour     | Deuxième tour     | —                 | Phase de groupes Nord |
| 2020-2021                                                                               | Championship    | 23e         | 42          | 46          | 11          | 9           | 26          | 44          | 60          | -16         | Troisième tour     | Premier tour      | —                 | —                     |
| 2021-2022                                                                               | League One      | 2e          | 90          | 46          | 27          | 9           | 10          | 70          | 33          | +37         | Troisième tour     | Premier tour      | —                 | Vainqueur             |
| 2022-2023                                                                               | Championship    | 19e         | 50          | 46          | 11          | 17          | 18          | 49          | 60          | -11         | Troisième tour     | Deuxième tour     | —                 | —                     |
| 2023-2024                                                                               | Championship    | 24e         | 27          | 46          | 5           | 12          | 29          | 37          | 89          | -52         | Troisième tour     | Deuxième tour     | —                 | —                     |
| 2024-2025                                                                               | League One      | 16e         | 59          | 46          | 16          | 11          | 19          | 54          | 59          | -5          | Premier tour       | Deuxième tour     | —                 | —                     |